# 沃卡
沃卡，意大利北部皮埃蒙特大区韦尔切利省城市，位于都灵东北90公里，韦尔切利西北60公里。截至2004年12月31日, 总人口158，总面积20.1 km²。